# Adenophora rupestris
Adenophora rupestris är en klockväxtart som beskrevs av Viktor Vladimirovich Reverdatto. Adenophora rupestris ingår i släktet kragklockor, och familjen klockväxter. Inga underarter finns listade i Catalogue of Life.